# 松浦隆信
松浦隆信（1529年（享祿二年）—1599年4月1日（慶長四年三月六日））是日本戰國時代肥前国的大名，松浦氏的第25代家督，松浦興信之子。法名道可。

## 生平
1543年松浦隆信的父親松浦興信隱居，故繼承了家督之位，積極防備龍造寺隆信的侵攻。1550年開始對東南亞與歐洲的貿易（南蛮貿易），大量購入了火繩槍（日本稱「鐵砲」）和火炮。統領的平戶城下還住了很多來自明朝的商人，其中著名的有雄霸中國東南沿海的海盜汪直父子。因貿易而建立了巨大的財富，成為松浦半島的霸主。
1568年把家督的位置交給嫡男鎮信繼承，雖退位隱居但仍然握有實權。1587年對豐臣秀吉的九州征討軍保持中立，1592年松浦鎮信参加侵略朝鲜的文禄之役，隶属小西行长的第一军团，参与了1593年的平壤之战。之後松浦氏因此躍為大名，平戶藩和松浦氏能夠一直平安存續到幕末，松浦隆信是很關鍵的明君。